# 2003 في كولومبيا
فيما يلي قوائم الأحداث التي وقعت خلال عام 2003 في كولومبيا.

## رياضة
- 30 يونيو – طواف كولومبيا 2003 الفائزون ماوريسيو أورتيغا (دراج)، John Nava (cyclist) [الإنجليزية]‏، Libardo Niño [الإنجليزية]‏، Lotería de Boyacá ‏، فيليكس كارديناس، ألفارو سييرا.

## برامج ومسلسلات وأنمي
- الإنتقام

## وفيات

### أبريل
- 25 أبريل – خايمي سيلفا (مواليد 1935) لاعب كرة قدم كولومبي.